# Bârsău de Sus
Bârsău de Sus – wieś w Rumunii, w okręgu Satu Mare, w gminie Bârsău. W 2011 roku liczyła 1756 mieszkańców. 